# Shahrestān-e Dehgolān
Shahrestān-e Dehgolān (persiska: شهرستان دهگلان, دهگلان) är en delprovins (shahrestan) i Iran.   Den ligger i provinsen Kurdistan, i den nordvästra delen av landet, 400 km väster om huvudstaden Teheran.
Delprovinsen hade 64 015 invånare 2016.